# Parlamentswahlen in Italien 1924
- PCd'I: 19
- FN: 1
- PSI: 22
- PSd'Az: 2
- PSU: 24
- PRI: 7
- PDSI: 10
- CUR: 4
- PLD: 14
- PPI: 39
- LST: 4
- PLI: 15
- LN: 374

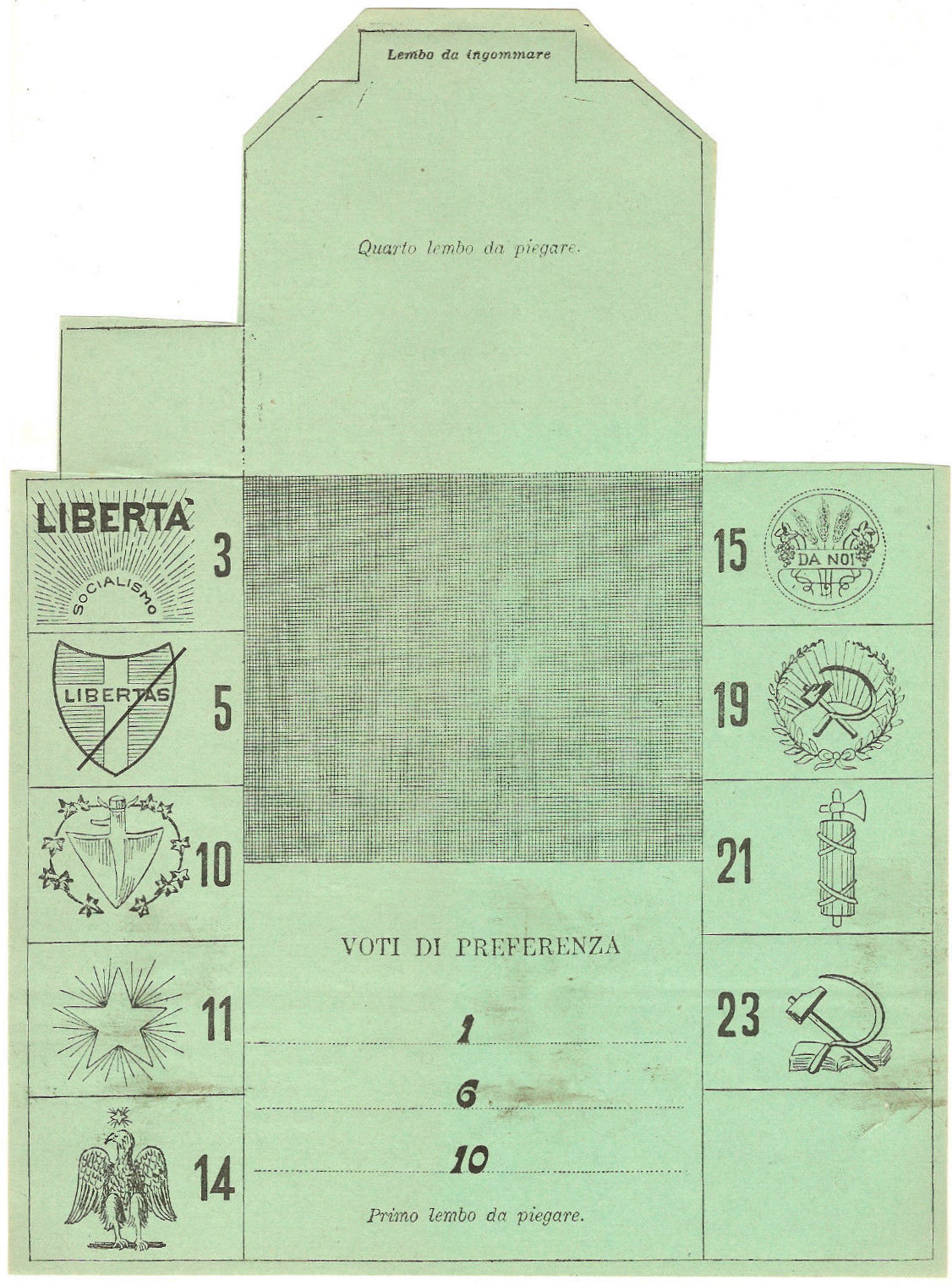
Wahlzettel von 1924

Die Parlamentswahlen in Italien 1924 fanden am 6. April 1924 statt. Dies war die erste Wahl nach dem Marsch auf Rom und bis 1946 die letzte Wahl, in der mehr als eine Partei antreten durfte. Der Sieg des PNF unter Mussolini war durch das „Acerbo-Gesetz“ ermöglicht worden, eine durch Giacomo Acerbo eingeführte Wahlrechtsänderung, die der national stimmenstärksten Partei zwei Drittel aller Parlamentssitze zumaß, unabhängig von den Resultaten in den Wahlkreisen.

## Ergebnisse
| Partei                               | Anzahl der Stimmen | %      | Mandate |
| ------------------------------------ | ------------------ | ------ | ------- |
| Lista Nazionale                      | 4.305.936          | 60,1 % | 355     |
| Partito Popolare Italiano            | 645.789            | 9,1 %  | 39      |
| Partito Socialista Unificato         | 422.957            | 5,9 %  | 24      |
| Partito Socialista Italiano          | 360.694            | 5,0 %  | 22      |
| Lista Nazionale Bis                  | 347.552            | 4,9 %  | 19      |
| Partito Comunista d’Italia           | 268.191            | 3,7 %  | 19      |
| Partito Liberale Italiano            | 233.521            | 3,3 %  | 15      |
| Partito Liberale Democratico         | 157.932            | 2,2 %  | 14      |
| Partito Repubblicano Italiano        | 133.714            | 1,9 %  | 7       |
| Partito Democratico Sociale Italiano | 111.035            | 1,6 %  | 10      |
| Concentrazione di Unità Rurale       | 73.569             | 1,0 %  | 4       |
| Liste di Slavi e Tedeschi (z. B. DV) | 62.491             | 0,9 %  | 4       |
| Partito Sardo d’Azione               | 24.059             | 0,3 %  | 2       |
| Fasci nazionali                      | 18.062             | 0,3 %  | 1       |
| Ungültige Stimmen                    | 448.949            | –      | –       |
| Insgesamt                            | 7.614.451          | 100    | 535     |